# Celgene
Celgene war ein US-amerikanisches Pharmaunternehmen, das sich auf die Herstellung von Arzneimitteln gegen Krebserkrankungen und Krankheiten des Immunsystems spezialisiert hatte. Der Sitz von Celgene befand sich in Summit, New Jersey. Das sich als biopharmaceutical company beschreibende Unternehmen beschäftigte rund 7.500 Mitarbeiter bei einem Umsatz von 15,3 Mrd. Dollar (2018). Celgene arbeitete in den Bereichen Hämatologie, Onkologie und inflammatorische Erkrankungen. Von Celgene entwickelte Immunmodulatoren, so genannte IMiDs (Immunomodulatory Drugs), die ursprünglich vom Thalidomid-Molekül abgeleitet wurden, zielen auf die Bekämpfung der Krankheitsursachen, nicht auf die Symptome. Wichtigster Vertreter der IMiDs ist Lenalidomid zur Behandlung des multiplen Myeloms.
Im Januar 2019 akzeptierte Celgene die Übernahme durch Bristol-Myers Squibb (BMS) für 74 Milliarden US-Dollar. 

## Geschichte
Celgene wurde 1980 als Geschäftseinheit von Celanese gegründet. 1986 wurde es im Zuge der Übernahme von Celanese durch die Hoechst AG abgespalten und ein Jahr später an die Börse gebracht. 1992 wurden die Rechte an Thalidomid einlizenziert, wofür Celgene 1998 die Zulassung von der FDA erhielt. Im Laufe der Geschichte wurden andere Unternehmen übernommen, darunter Signal Pharmaceuticals (2000), Anthrogenesis (2003), Pharmion (2008), Glouster Pharmaceuticals (2010), Abraxis (2010), Agios (2015), Quanticel (2015), Receptos (2015), Delinia (2017) und Juno Therapeutics Inc (2018). 2001 erhielt Celgene von Novartis unter anderem die Lizenz, die isomerenreine Version von Methylphenidat (Ritalin) zu vermarkten.
Im Januar 2019 akzeptierte Celgene die Übernahme durch BMS für 74 Milliarden US-Dollar.

## Forschung & Entwicklung
Celgene investierte durchschnittlich 25–30 Prozent seines Umsatzes in Forschung und Entwicklung. Man hatte seine eigenen Forschungs- und Entwicklungsplattformen etabliert. Celgene forschte auf den Gebieten Hämatologie (Lenalidomid, Azacitidin, Romidepsin und Pomalidomid), Onkologie (Nab-Paclitaxel) und Immun-/inflammatorische Erkrankungen (Apremilast). Daneben wurde an Zelltherapeutika geforscht – basierend auf Stammzellen aus der Plazenta und dem Nabelschnurblut. Zu den am intensivsten untersuchten Wirkstoffen gehörten in erster Linie IMiDs. Das sind niedermolekulare Verbindungen (small molecules), die oral verabreicht werden können. Sie modulieren das Immunsystem sowie andere wichtige Stoffwechselprozesse durch verschiedenartige Wirkmechanismen.
In der Produkt-Pipeline befanden sich noch weitere niedermolekulare Verbindungen, die die Produktion verschiedener inflammatorischer Mediatoren, wie etwa IL-2, IL-12, Interferon-gamma, TNF-alpha, die Leukokinine oder auch die Nitridoxid-Synthase hemmen. Kinaseinhibitoren und Ligasemodulatoren sind weitere Wirkstoffe aus der Forschungsabteilung von Celgene.

### Produkt-Pipeline
Nicht zuletzt durch die Zukäufe von Unternehmen (siehe auch den Abschnitt Geschichte) hatte Celgene zahlreiche Arzneimittelkandidaten in der so genannten Pipeline.
- Romidepsin (Istodax) wurde von der US-amerikanischen Gesundheitsbehörde (FDA) 2009 zur Behandlung des kutanen T-Zell-Lymphoms (CTCL) zugelassen.[8][9] In Europa wurde 2012 die Zulassung verwehrt.[10]
- Ozanimod ist ein experimenteller Wirkstoff zur Behandlung der Multiplen Sklerose. Entwickelt wurde Ozanimod durch das US-amerikanische Pharmaunternehmen Receptos, das im Juli 2015 von Celgene gekauft wurde.[11][12][13]

## Produkte
In Europa sind folgende Produkte von Celgene zugelassen:
- Revlimid (Lenalidomid) ist ein Vertreter der Immunmodulatoren (Immunomodulatory Drugs, IMiDs). Es ist in den USA und der Europäischen Union für eine Kombinationstherapie mit Dexamethason bei Patienten mit einem multiplem Myelom zugelassen, die bereits eine vorausgegangene Therapie erhalten haben. Revlimid  ist in den USA ebenfalls zugelassen für die Behandlung von transfusionsabhängigen Patienten mit myelodysplastischen Syndromen der Risikoklasse „niedrig“ oder „intermediär-1“ bei gleichzeitiger Deletion 5q, sei es mit weiteren zytogenetischen Veränderungen oder ohne weitere zytogenetische Veränderungen. Lenalidomid wurde 2003 vom Ausschuss für Humanarzneimittel (CHMP) der Europäischen Arzneimittelagentur als Arzneimittel für seltene Leiden (Orphan-Arzneimittel) ausgewiesen und als solches im Gemeinschaftsregister der Europäischen Union eingetragen.[14][15][16]

- Abraxane (nab-Paclitaxel) wurde im Januar 2008 von der Europäischen Kommission zur Therapie des metastasierten Brustkrebses zugelassen.[17] Das Paclitaxel in Abraxane ist in das menschliche Protein Albumin in Form von Nanopartikeln eingebunden. Dadurch steht es in einer wasserlöslichen Formulierung zur Verfügung, das heißt, kein Lösungsvermittler ist notwendig. Dies bringt zahlreiche Vorteile mit sich (keine Prämedikation gegen Hypersensitivitätsreaktionen (HSR) erforderlich, höhere Dosierungen möglich, lineare Pharmakokinetik, schnellere Infusionszeit (30 min) und insgesamt schnellere Applikation etc.).[18] nab-Paclitaxel wird in verschiedenen Indikationen weiterentwickelt, u. a. auch beim Melanom und Pankreas-Karzinom.[19][20]

- Vidaza (Azacitidin) ist der erste Vertreter einer neuen Substanzklasse, der so genannten demethylierenden Wirkstoffe. Die Europäische Kommission hat Azacitidin als „Orphan Drug“ zur Therapie myelodysplastischer Syndrome (MDS) im Dezember 2008 zugelassen. Die Indikation umfasst die Behandlung von MDS-Patienten mit höherem Risiko der Kategorien „Int-2“ und „High-Risk“ nach dem International Prognostic Scoring System (IPSS). Weitere indizierte Subgruppen nach der WHO-Klassifikation sind die chronisch myelomonozytäre Leukämie (CMML) mit 10 bis 29 Prozent Blasten im Knochenmark ohne myeloproliferative Störung sowie die akute myeloische Leukämie (AML) mit 20 bis 30 Prozent Blasten im Knochenmark und gleichzeitiger Mehrlinien-Dysplasie (RAEB-t nach FAB-Klassifikation). Patienten dieser Risikogruppen besitzen unbehandelt nur eine mediane Überlebenszeit von etwa 5–14 Monaten. Die Zulassung von Vidaza in der Europäischen Union beruht auf den Daten der AZA-001-Studie, der größten internationalen randomisierten Phase-III-Studie, die bisher bei Hochrisiko-MDS-Patienten durchgeführt wurde.[21] Der Patentschutz von Azacitidin läuft 2019 aus, daher hat auch Celgene die Zulassung für das Generikum (Azacitidin Celgene) beantragt. Im Juni 2019 erteilte Committee for Medicinal Products for Human Use (CHMP) ein positives Votum.[22] In der Regel folgt die Europäische Kommission dieser Empfehlung und erteilt die Zulassung.

- Thalidomid erhielt im Mai 2006 von der amerikanischen Arzneimittelbehörde (FDA) unter dem Handelsnamen Thalomid die Zulassung als orale Therapie in Kombination mit Dexamethason für Patienten mit neu diagnostiziertem multiplem Myelom. Thalidomid führte in den 1950er und 1960er Jahren, damals von der Firma Grünenthal unter dem Handelsnamen Contergan vertrieben, zu schweren Schädigungen am ungeborenen Leben (vgl. Contergan-Skandal).

Die australische Zulassungsbehörde (Australian Drug Evaluation Committee – ADEC) erteilte Thalidomid 2008 die Zulassung für eine Kombinationstherapie mit Melphalan und Prednison für Patienten mit multiplem Myelom, die nicht vorbehandelt sind oder für eine Hochdosis-Chemotherapie nicht infrage kommen. Zudem wurde Thalidomid für eine vorausgehende Induktionstherapie bei einer Hochdosis-Chemotherapie mit autologer Stammzellentransplantation bei nicht vorbehandelten Myelom-Patienten in Kombination mit Dexamethason zugelassen. 2003 erteilte die australische Zulassungsbehörde Thalidomid zudem die Zulassung als Monotherapie für die Behandlung von Patienten mit multiplem Myelom, bei denen Standardtherapien versagt haben. Aus Sicherheitsgründen entwickelte Celgene ein umfangreiches Programm, das gewährleisten sollte, dass das bekanntermaßen teratogene Medikament schwangeren Frauen nicht verabreicht würde. S.T.E.P.S., das System for Thalidomide Education and Prescribing Safety verlangt von Ärzten und Apothekern, dass sie sich vor der Verschreibung oder Verabreichung von Thalidomid registrieren und damit auch die Durchführung umfassender Aufklärungsmaßnahmen bestätigen. Nur innerhalb dieses geschlossenen Programms ist es möglich, Thalidomid von Celgene überhaupt zu erhalten und zu verabreichen.
Im April 2008 hat die Europäische Kommission Thalidomid unter dem Handelsnamen Thalidomide Pharmion 50 mg Hartkapseln zur Erstlinientherapie des multiplen Myeloms zugelassen. Thalidomid darf demzufolge in Kombination mit Melphalan und Prednison bei nicht vorbehandelten Myelom-Patienten eingesetzt werden, die 65 Jahre oder älter sind oder für die eine Hochdosis-Chemotherapie nicht in Frage kommt. Thalomid darf allen Handelsnamen nur im Rahmen eines strengen Sicherheitsprogramms abgegeben und verwendet werden – vor allem in Hinblick auf die Schwangerschaftsprävention. Dieses Sicherheitsprogramm ist Bestandteil der Zulassungen sowohl durch die europäischen wie auch nationalen Zulassungsbehörden. Inzwischen heißt das Produkt Thalidomid Celgene.
- Imnovid (Pomalidomid) wurde im Februar 2013 in den USA – in Kombination mit Dexamethason – für Patienten mit multiplem Myelom zugelassen.[24][25] Bereits 2009 erhielt Pomalidomid den Orphan-Drug-Status (Arzneimittel für seltene Leiden).[26] In Europa wurde Pomalidomid im August 2013 zugelassen.[27]

- Otezla (Apremilast) ist ein oral einzunehmender Immunmodulator, der verschiedene Entzündungsprozesse (Psoriasis und Psoriasis-Arthritis) im Körper beeinflusst.[28] Apremilast wurde im März 2014 in den USA zugelassen.[29] Die europäische Zulassung wurde am 16. Januar 2015 erteilt.[30]

Außerdem betreibt Celgene die LifebankUSA, eine Blutbank, die als erste die Stammzellen aus Nabelschnurblut gewann. Die Stammzellen werden verwendet, um damit Leukämie und ähnliche Erkrankungen zu behandeln.

## Kooperationen
Celgene kooperierte mit zahlreichen Firmen bei der Entwicklung von neuen Produktkandidaten, z. B. mit:
- Acceleron: Die beiden Unternehmen entwickelten gemeinsam z. B. Luspatercept (Myelodysplastische Syndrome, Beta-Thalassemie und Myelofibrose).[31][32] und Sotatercept (Myelofibrose).[33]
- Agios: Seit 2010 entwickelte Celgene mit dem Unternehmen Agios den experimentellen Wirkstoff Enasidenib zur Behandlung der Akuten myeloischen Leukämie (AML).[34] Im Dezember 2019 zog Celgene den Zulassungsantrag bei der Europäischen Arzneimittel-Agentur (EMA) zurück.[35]

- AstraZeneca: seit April 2015 kooperierten die beiden Unternehmen in der Entwicklung von Durvalumab (Imfinzi), einem Monoklonanen Antikörper, der in den USA bereits zur Behandlung von Urothelkarzinomen zugelassen ist.[36][37] Während AstraZeneca noch verschiedene andere Indikationen untersuchte, beschränkte sich die Kooperation mit Celgene auf die Entwicklung hämatologischer Indikationen: Non-Hodgkin-Lymphom (NHL), Myelodysplastische Syndrome (MDS) und Multiples Myelom (MM).[38]
- bluebird bio: Im März 2013 starteten die beiden Unternehmen eine Kooperation zur Entwicklung von CAR-T-Zell-Therapien (chimeric antigen receptor (CAR) T cell therapies).[39][40]